# Il codice da Vinci
Il codice da Vinci (The Da Vinci Code) è il quarto romanzo thriller dello scrittore Dan Brown, scritto nell'aprile del 2003 e pubblicato in Italia nel novembre 2003.
È il secondo romanzo, dopo Angeli e Demoni, che richiama in chiave critica la condotta della Chiesa cattolica. È il secondo romanzo della serie con protagonista il professor Robert Langdon. Con 85 milioni di copie vendute, si tratta dell'opera di maggior successo dello scrittore, nonché di uno dei libri più venduti di sempre.

## Record
Il libro è un best seller internazionale, avendo venduto globalmente oltre 80 milioni di copie.

## Trama

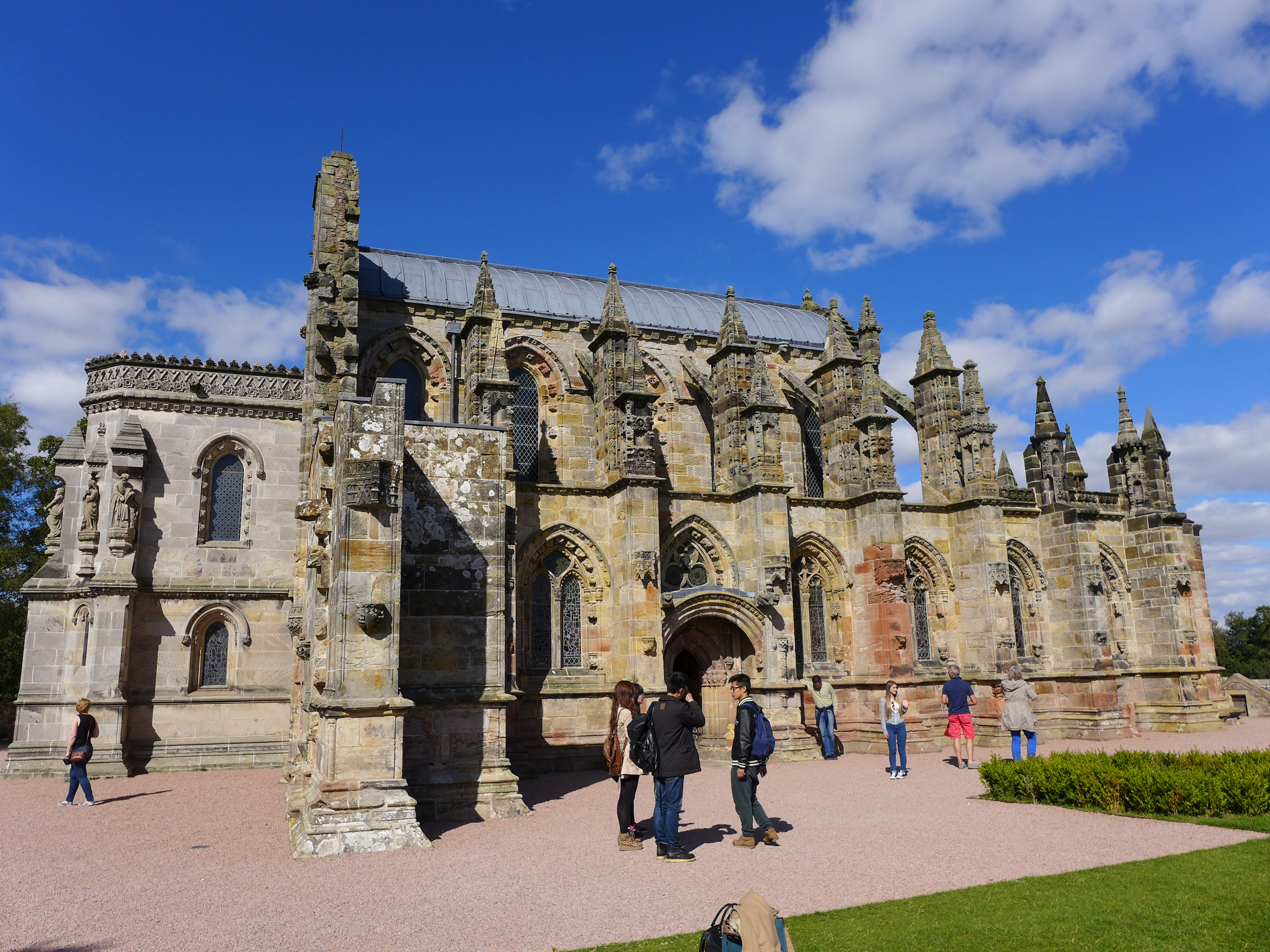
La cappella di Rosslyn nel villaggio di Roslin in Scozia

A Parigi, il curatore del museo del Louvre, Jacques Saunière, viene ucciso per mano di uno strano monaco albino appartenente all'Opus Dei. Il professor Robert Langdon, studioso di simbologia, viene a sapere dell'omicidio e, condotto al Louvre, viene interrogato, poiché ritenuto colpevole della morte del curatore. Langdon, affiancato da Sophie Neveu, nipote del curatore ucciso, e successivamente anche dallo studioso sir Leigh Teabing, dovrà ripercorrere attraverso indizi nascosti in importanti opere d'arte, enigmi e misteriosi artefatti, il percorso del Santo Graal, uno dei più grandi misteri della storia. Tale percorso si incrocia con quello di un'antica e misteriosa società segreta nota come Priorato di Sion di cui Saunière faceva parte come Gran Maestro (livello più elevato), che nasconde un inconcepibile segreto che, se rivelato, potrebbe compromettere i fondamenti stessi del Cristianesimo, nella versione tramandata dalla Chiesa cattolica.

## Personaggi
- Robert Langdon: docente di iconologia religiosa all'Università di Harvard, negli Stati Uniti, ed esperto di simbolismo. È anche un ottimo nuotatore e soffre di claustrofobia a causa di un trauma infantile. È un uomo brillante e arguto, ma, a differenza dei tipici appartenenti alla categoria degli accademici, è dotato di ironia, senso dell'umorismo e un carattere insolitamente pragmatico.
- Sophie Neveu: la protagonista femminile del romanzo. Ha perso i genitori, la nonna e il fratello in un tragico incidente venendo poi affidata alle cure del colto ed affettuoso nonno Jacques Saunière.
- Sir Leigh Teabing: anziano e ricco cavaliere inglese che ha dedicato ossessivamente la sua vita allo studio del santo Graal e del Priorato di Sion.
- Silas: un monaco albino preso in cura dall'arcivescovo Aringarosa. Egli lo ha affidato al Gran Maestro che gli ordina di uccidere Jacques Saunière e i senechaux del Priorato.
- Bezu Fache: perseverante ispettore di polizia incaricato dell'arresto dei protagonisti, sospettati principali per la morte del curatore del Louvre Jacques Sauniere.
- Jérôme Collet: tenente della polizia, aiuta Fache nelle operazioni di cattura dei protagonisti.
- Arcivescovo Manuel Aringarosa: membro influente dell'Opus Dei.
- Rémy Legaludec: fedele maggiordomo di Teabing.
- Jacques Saunière: Gran Maestro del Priorato di Sion e nonno di Sophie. Viene ucciso da Silas all'inizio del romanzo.
- André Vernet: il direttore della banca dove si trova il cryptex che contiene la "chiave di volta", l'indizio fondamentale per recuperare il Santo Graal.
- Suor Sandrine: suora che viene uccisa da Silas; Membro - sentinella del Priorato di Sion.

## Argomenti di critica
Le prime edizioni diffuse avevano all'inizio del romanzo una pagina che affermava la piena veridicità del romanzo e che il contenuto e gli avvenimenti narrati erano frutto di numerose ricerche. Molti storici, tra cui l'esperto della storia delle religioni Massimo Introvigne, lo criticarono duramente e lo invitarono ad un confronto diretto per discutere sulla veridicità dei contenuti presenti. Tuttavia era preceduta da un trafiletto iniziale in cui si diceva che il libro era opera di fantasia. Lanciata la sfida, Dan Brown decise di non accettarla ma di togliere la pagina di intestazione. È per questo che la versione italiana, a partire dalla settima ristampa, o quella di altre lingue non ha la premessa fatta da Dan Brown riguardante la veridicità del romanzo, al contrario delle prime versioni pubblicate in inglese.
Dan Brown, nel corso di un'intervista del 2003 alla CNN con Martin Savidge, ha comunque ribadito la pretesa storicità della storia ipotetica del Graal che fa da sfondo alla trama, dicendo che il contenuto era veritiero al 99%, ma che molti critici l'hanno valutato come un libro storico riscontrando di conseguenza una serie di errori che si aggirano sulla trentina, di cui alcuni molto gravi (soprattutto per quanto attiene alla storia del Cristianesimo); secondo Brown il libro non va considerato come un saggio storico, ma come pura finzione.

### Dubbi sull'originalità dell'opera
Fra i critici dell'opera di Dan Brown, c'è chi ha sostenuto che le idee centrali del libro siano state tratte da opere precedenti meno note che, in ogni caso non fanno che ripetere vecchie e stranote vicende narrate negli apocrifi.
Il caso più noto è quello del saggio Il santo Graal ("Holy Blood, Holy Grail") di Michael Baigent, Richard Leigh e Henry Lincoln (1982). Baigent e Leigh hanno citato Dan Brown in tribunale per plagio, ma l'Alta Corte di Giustizia di Londra ha assolto il romanzo affermando che «la Storia, quella con la esse maiuscola, non si può copiare perché è un patrimonio comune». Assai curioso il fatto che l'estensore della sentenza, il giudice Peter Smith, abbia lasciato nel testo 37 lettere in corsivo con l'intenzione di congegnare un enigma proprio come quelli presenti ne Il codice da Vinci: le prime 11 lettere danno le parole "Smith" (il cognome del giudice), "Code" ("codice", in inglese) e la lettera "J" ("judge", "giudice"); per le altre ("aeiextostpsacgreamqwfkadpmqz") il giudice ha lanciato la sfida per la soluzione dell'enigma. La soluzione è stata resa nota nell'aprile 2006. A interpretare il codice è stato l'avvocato londinese Dan Tench, che avrebbe usato i numeri di Fibonacci, una formula matematica citata dal romanzo. Tench ne ha ricavato la frase «Jackie Fisher, who are you? Dreadnought» («Jackie Fisher, chi sei? Sterminatore»). Jackie Fisher fu l'ammiraglio inglese responsabile della costruzione della HMS Dreadnought, la prima corazzata monocalibro del mondo.
Tuttavia l'ipotesi di una possibile relazione tra Gesù e Maria Maddalena, i quali anche avrebbero generato almeno un figlio (tema su cui si impernia l'intera trama del romanzo), era già stata proposta in The Jesus Scroll, pubblicato per la prima volta nel 1972.
Oltre ai temi ricavati dal libro di Baigent, Leigh e Lincoln, alcuni argomenti indizi misteriosi legati ai dipinti di Leonardo Da Vinci sono stati tratti dai libri La Sindone Da Vinci (Turin Shroud: In Whose Image?) e La rivelazione dei Templari (The Templar Revelation) di Lynn Picknett e Clive Prince. Il secondo in particolare è citato ne Il codice da Vinci, assieme a Il santo Graal di Baigent, Leigh e Lincoln (senza nominare i tre autori), tra i volumi presenti nella biblioteca di Leigh Teabing.
La relazione tra Gesù e Maria Maddalena è stata inoltre argomento del romanzo di Philipp Vandenberg Il mistero della pergamena del 1993, ed è presente nel film L'ultima tentazione di Cristo di Martin Scorsese (citato anche nel volume); anche il film è stato contrastato duramente quanto il libro. Numerosi studiosi si sono in effetti occupati di tale argomento, portando come presunte prove il Vangelo di Filippo di cui si parla nel romanzo o il cosiddetto Vangelo della moglie di Gesù.
Molte similitudini sono state inoltre ravvisate con il romanzo di Umberto Eco Il Pendolo di Foucault da vari critici.
In ogni caso, il Priorato di Sion è l'organizzazione fondata da Pierre Plantard, il quale non ha mai sostenuto di essere un discendente di Gesù, aspirando tuttavia a un trono nel contesto di una restaurata monarchia merovingia in Francia. Lo stesso non pensò mai di difendere il femminino sacro e il segreto su Maria Maddalena, come affermato nel libro (in cui peraltro sono citati i Dossier secrets, falso elenco di presunti Gran Maestri creato da Plantard).

## Edizioni
- Dan Brown, Il codice Da Vinci, traduzione di Riccardo Valla, collana Omnibus, Arnoldo Mondadori Editore, 4 novembre 2003  [2003],  p. 524, ISBN 978-88-045-2341-3.
- Dan Brown, Il codice Da Vinci (Edizione illustrata), traduzione di Riccardo Valla, collana Omnibus, Arnoldo Mondadori Editore, 30 novembre 2004  [2003],  p. 455, ISBN 978-88-045-3958-2.
- Dan Brown, Il codice Da Vinci, traduzione di Riccardo Valla, collana I Miti, Arnoldo Mondadori Editore, 2005  [2003],  p. 519, ISBN 978-88-045-3651-2.
- Dan Brown, Il codice Da Vinci, traduzione di Riccardo Valla, Oscar bestsellers, Arnoldo Mondadori Editore, 24 maggio 2016  [2003],  p. 512, ISBN 978-88-046-6722-3.
- Dan Brown, Il codice Da Vinci (Edizione per ragazzi), traduzione di Riccardo Valla, Collana Omnibus, Arnoldo Mondadori Editore, 25 ottobre 2016  [2003],  p. 408, ISBN 978-88-046-7273-9.
- Dan Brown, Il codice Da Vinci, traduzione di Riccardo Valla, Oscar bestsellers, Arnoldo Mondadori Editore, 12 gennaio 2022  [2003],  p. 516, ISBN 978-88-0474-667-6.

## Adattamenti
Dopo il grande successo del romanzo ne è stato realizzato un film diretto da Ron Howard e distribuito dalla Sony Pictures Entertainment, uscito in contemporanea nelle sale di tutto il mondo il 19 maggio 2006, dopo l'anteprima al Festival di Cannes 2006 il 16 maggio.
Dal libro è stato inoltre tratto un videogioco intitolato Il codice da Vinci, pubblicato nel 2006 per PlayStation 2, Xbox e personal computer.

## Parodie e riferimenti
- Sono state fatte numerose parodie de Il codice da Vinci, come Il Codice Gianduiotto, dato alle stampe nel maggio del 2006 dallo scrittore Bruno Gambarotta e vincitore del Selezione Bancarella nel 2007, Il codice Stravinci di Toby Clements, Il codice, perdinci!, edito da Sperling & Kupfer, Il codice Gattuso del calciatore Gennaro Gattuso e lo spettacolo teatrale in chiave umoristica Il Codice d'Avincio di Denny Arrichiello. Lo stesso Riccardo Valla, autore della traduzione in italiano del romanzo originale, pubblicò una parodia dal titolo Il coccige da Vinci, che ha anche vinto il premio Italia.[14]
- Il nome del personaggio del romanzo Leigh Teabing è stato scelto utilizzando il cognome di Richard Leigh e l'anagramma del cognome di Michael Baigent, i due storici sopra citati che accusarono Brown di plagio; è anche collegato a Barbara Thiering, nota per i suoi studi alternativi su Gesù.[senza fonte]